# Anisotes nyassae
Anisotes nyassae är en akantusväxtart som beskrevs av C. Baden. Anisotes nyassae ingår i släktet Anisotes och familjen akantusväxter. Inga underarter finns listade i Catalogue of Life.